# Aphaenogaster isekram
Aphaenogaster isekram är en myrart som beskrevs av Bernard 1977. Aphaenogaster isekram ingår i släktet Aphaenogaster och familjen myror. Inga underarter finns listade i Catalogue of Life.